# Вайлер, Штефан
Штефан Вайлер (нем. Stefan Weiler; род. 5 января 1960, Штутгарт) — немецкий церковный музыкант, дирижёр и музыкальный педагог.

## Биография
Изучал католическую церковную музыку в Майнце, Саарбрюккене, а также Фрайбурге, где после сдачи экзамена ему была присуждена квалификация церковного музыканта высшей категории. Изучал хоровое и оркестровое дирижирование у профессоров Вольфрама Венерта, Вольфганга Шэфера и Ганса Михаэля Бойерле. Был учеником Гельмута Риллинга и совершенствовал дирижёрское мастерство на мастер-классах и семинарах у Джона Элиота Гардинера и Уве Гроностая.
Входит в состав Гехингенского хора (нем. Gächinger Kantorei). Будучи ассистентом Гельмута Риллинга, работал со многими европейскими ансамблями (Гехингенский хор и ансамбль «Bach Collegium» в Штутгарте, хор и оркестр Афинского радио, хор Мадридского радио, хор Баховской академии в Кракове, Израильский филармонический оркестр). Совместно с Хельмутом Риллингом, Масааки Судзуки и Георгом Кристофом Биллером участвует в качестве доцента в ежегодной «Баховской неделе» в Штутгарте, где с 1999 г. руководит «Хором Баховской недели».
Много лет занимается организацией музыкальных мероприятий в рамках Пасхальной конференции, проходящей в христианском учебно-досуговом центре «Бург Ротенфельс». В 2002 г. был приглашён дирижировать Мюнхенским Баховским хором на открытии Фестиваля Польенсы на Майорке. В 2001 г. основал в Красноярске Международную Бах-Академию — российско-германский проект, проходящий при поддержке Агентства культуры администрации Красноярского края и Гёте-Института. В рамках этого проекта, в котором участвуют известные немецкие вокалисты, инструменталисты, артисты Майнцского фигурального хора, а также студенты Красноярской государственной академии музыки и театра и профессиональные творческие коллективы Красноярска, каждую осень проходят мастер-классы, концерты-беседы и публичные концерты. С 2012 года в рамках Красноярской Бах-Академии проходит Всероссийский Хоровой Фестиваль Молодых Дарований, в котором принимают участие студенты средних и высших музыкальных учебных заведений России.
В 1979 г. основал Майнцский фигуральный хор и до настоящего времени остаётся его руководителем. С 1985 г. занимает должность доцента в Епископальном институте церковной музыки в Шпейере. В 1995—1996 гг. преподавал дирижирование и методику работы с хором в Саарской Высшей школе музыки в Саарбрюккене.